# Агехји
Агехји (умро 1577. или 1578) био је османски песник и историчар.

## Биографија
Рођен је у Пазару (Ениџе Вардар) под именом Мансур. Као учитељ и кадија путовао је по многим местима, укључујући Истанбул и Галипоље. Као песник, познат је по касиди упућеној својој драгој, морнару, а написан је са великом количином наутичког сленга. Иако је био познат, његова поезија није сакупљана у диван. У историји, његов Tarikh-i Ghazat-i Sigetwar описује освајања Сулејмана Величанственог на Сигет. Није познат ниједан сачувани рукопис.

## Поезија
Агехји је имао веома широку репутацију песника, иако је познато да његове песме никада нису састављене у облику збирке песама, дивану. Његова слава се посебно приписује једној од његових песама, коју је написао у славу једне од својих вољених. Његова вољена је била млади морнар која је био фасцинирана Агехјијем. У овој песми Агехји користи посебан дијалект османског турског језика тог доба, који је био део свакодневног језика тада, а посебно су њиме говорили турски морнари и људи који су живели у близини лука.
У овој песми се као метафора користе многи термини заједничког језика или посебног акцента морнара. Нарочито изрази који припадају ратним бродовима тог времена. Познато је да је Агехји написао једну књигу, Историја гласника, која даје детаљан приказ војних освајања султана Сулејмана Величанственог на Сигет, али нажалост нису откривени ниједна копија или рукопис ове књиге.